# Тамаи, Рикуто
Рикуто Тамаи (яп. 玉井 陸斗; род. 11 сентября 2006, Такарадзука, Хиого) — японский прыгун в воду, серебряный призёр летних Олимпийских игр 2024 года, призёр чемпионата мира 2022 года.

## Биография
Рикуто Тамаи родился в 2006 году в Такарадзуке, в Японии.
В 2019 году японец стал самым молодым в истории национальным чемпионом по прыжкам в воду.
На летних Олимпийских играх в Токио Рикуто был одним из самых молодых японских спортсменов в составе олимпийской сборной Японии. В прыжках с десятиметровой вышки он пробился в финал и занял итоговое седьмое место.
В 2022 году стал серебряным призёром чемпионата мира в прыжках с десятиметровой вышки.
На летних олимпийских играх в Париже, в прыжках с десятиметровой вышки стал серебряным призёром олимпийского турнира. Итоговый результат на этом соревновании составил — 507,65 балла.